# Cynodon simonii
Cynodon simonii là một loài thực vật có hoa trong họ Hòa thảo. Loài này được George Bentham mô tả khoa học đầu tiên năm 1878 dưới danh pháp Cynodon ciliaris. Tuy nhiên, danh pháp đã được François Vincent Raspail đặt từ năm 1825 cho loài hiện nay là Eragrostis ciliaris, vì thế mà danh pháp C. ciliaris của Bentham là không hợp lệ (nom. illeg.).
Năm 1891, Otto Kuntze thiết lập chi Capriola và chuyển Cynodon ciliaris thành Capriola ciliaris và nó là danh pháp hợp lệ đầu tiên cho loài này. Năm 1934, Charles Edward Hubbard chuyển Capriola ciliaris sang chi Brachyachne, và danh pháp này được coi là chính thức tới năm 2015 khi Peterson et al. xác định Brachyachne ciliaris chính xác là thuộc chi Cynodon và chuyển nó trở lại chi này. Do C. ciliaris của Bentham là không hợp lệ nên Peterson đã thiết lập danh pháp mới cho loài này là Cynodon simonii để vinh danh nhà hòa thảo học người Australia là Bryan Kenneth Simon (1943-2015).

## Phân bố
Loài này là bản địa miền trung Australia, có tại các bang New South Wales, Lãnh thổ Bắc Úc, Queensland và Nam Úc.